# 増田俊也
増田 俊也（ますだ としなり、1965年11月8日 - ）は、日本の小説家。ジャーナリスト。拓殖大学客員教授。名古屋芸術大学客員教授。

## 経歴
愛知県出身。愛知県立旭丘高等学校卒業後、2浪して北海道大学教養部へ入学。北海道大学では柔道部に所属して高専柔道の流れを汲む寝技中心の七帝柔道を経験した。同部の競技生活を引退後に４年生で大学を中退。1989年に記者として北海タイムス社に入社。1992年、中日新聞社に転じて報道部へ配属される。
2006年、『シャトゥーン ヒグマの森』で第5回『このミステリーがすごい!』大賞優秀賞を受賞して作家となる。同作の原点は、大学時代に自然保護運動、環境保護運動に取り組んでいたときの知床原生林強行伐採の時の怒りであるという。
2012年、『木村政彦はなぜ力道山を殺さなかったのか』で第43回大宅壮一ノンフィクション賞、第11回新潮ドキュメント賞をダブル受賞した。2013年、『七帝柔道記』で第4回山田風太郎賞最終候補にノミネート。2016年4月中日新聞社を早期退職し、本格的な作家生活に入った。2017年、『北海タイムス物語』で第2回北海道ゆかりの本大賞を受賞。

## 作風
大宅賞受賞作『木村政彦はなぜ力道山を殺さなかったのか』（新潮社）はトルーマン・カポーティの『冷血』を意識して作家も作中に出る手法をとっており、「私は血の通った文章を書く小説家であり続けたい」と『群像』誌上で記している。2013年には純文学的色彩の濃い自伝的小説『七帝柔道記』（角川書店）も発表するなど、作風は幅広い。
ガルシア=マルケス、ミラン・クンデラに傾倒し、塩野七生、筒井康隆、ロバート・B・パーカー、カート・ヴォネガット、トルーマン・カポーティ、ヘミングウェイ、ドストエフスキーらを好きな作家として挙げている。
デビュー作の小説『シャトゥーン ヒグマの森』はスティーヴン・スピルバーグの影響を受けたエンターテイメント性の強い作品で、空知英秋や岩明均など他ジャンルのクリエイターたちからも注目された。創元SF短編賞最終候補に残り、『NOVA 書き下ろし日本SFコレクション 7』（2012年刊行）に収録された『土星人襲来』ではスラップスティックな作風も見せた。
一方、自伝的小説『七帝柔道記』は実在の人をモデルにした人物と架空の人物を織り交ぜて書かれた私小説的な作品で、北大柔道部の後輩が夭折したときにメモ書きから書き始めたものである。他にも夭折した人をモデルにした人物が多く登場し、「これは彼らへの鎮魂歌です」とインタビューで答えている。
ノンフィクションの『木村政彦はなぜ力道山を殺さなかったのか』は、著者自身が強く物語の中に入っていく特殊な手法で、原稿用紙1600枚の大部に仕上げている。著者の木村政彦に対する強い敬愛描写には賛否あったが、夢枕獏、平野啓一郎、五木寛之、恩田陸、櫻井よしこら作家たちは好意的に評した。
作品の多くが漫画化されている。『シャトゥーン ヒグマの森』は『ビジネスジャンプ』で（単行本全3巻）、『木村政彦はなぜ力道山を殺さなかったのか』は『週刊大衆』で『KIMURA』（単行本全13巻）の題名で、『七帝柔道記』も『ビッグコミックオリジナル』で連載されている。

## 人物
私立探偵スペンサーシリーズ（ロバート・B・パーカー）のファンで、大学を中退する際に将来を心配した教授から「自分の可能性がどれくらいあると思っているのか」と問われた時には、『ユダの山羊』からのセリフを引用し、「十まで測れる秤で、十」と答えたり、マンションを引っ越す際にも、「窓からボストンに似た街並みが見える物件を」と注文するなど、日常的にスペンサーの世界に浸っては、周囲の人々を困惑させた。増田が着るブレザーはスペンサーと同じブルックスブラザーズで、サイズも同じ44インチである。このサイズを着るためにベンチプレスの重量を常に加減して胸囲を調整している。 
自身もかつて競技者であり、北大柔道部の3期後輩に格闘家の中井祐樹（元総合格闘家、現日本ブラジリアン柔術連盟会長）、6期後輩に山下志功（プロ修斗ライトヘビー級前世界王者）がいるため、格闘技雑誌などで評論活動などもしている。ノンフィクション『VTJ前夜の中井祐樹』は、新入生として入部してきた中井祐樹との出会いから、バーリ・トゥード・ジャパン・オープン95で1回戦で失明しながらもトーナメントを勝ち上がって決勝でヒクソン・グレイシーと戦うまでの軌跡を書いている。
2006年のこのミス大賞応募時のペンネームは増田梗太郎。2008年末に筆名を俊成から俊也へ改名した。干物妹!うまるちゃんのファンである。愛猫の名前はトーマス。『トムとジェリー』から命名した。愛車はスズキ・ジムニーで2台所有、1台は平成2年式の26年落ち、もう1台は平成19年式の9年落ちで購入した中古車（平成26年現在）。
実父の従兄弟に詩人の安西均がいる。

## 作品

### 小説
- シャトゥーン ヒグマの森（宝島社）
- 七帝柔道記（角川書店）
- 七帝柔道記II 立てる我が部ぞ力あり(角川書店）
- 北海タイムス物語（新潮社）
- 猿と人間（宝島社）
- 警察官の心臓（講談社）

### ノンフィクション
- 木村政彦はなぜ力道山を殺さなかったのか（新潮社）
- 木村政彦外伝（イースト・プレス）
- VTJ前夜の中井祐樹（イースト・プレス）

### 評論・随筆
- 男を磨くための31章（PHP研究所）

### 共著
- 本当の強さとは何か（新潮社、中井祐樹との共著）

### 編纂
- 肉体の鎮魂歌（新潮社）

### アンソロジー
- 土星人襲来（NOVA 書き下ろし日本SFコレクション 7、2012年3月）
- 恋のブランド（「『このミステリーがすごい!』大賞10周年記念 10分間ミステリー」）

## 連載中
- オトナの部活(随筆／｢NumberDo｣文藝春秋)[27]
- 柔道新聞の研究(評論／｢ゴング格闘技｣）
- 七帝柔道記Ⅲ 友たれ永く友たれ（小説／「野性時代」角川書店）
- 増田俊也口述クロニクル（対談／日刊ゲンダイ）
- 名作マンガ白熱講義（評論／日刊ゲンダイ）
- 戦国を生きた柔道家たち（インタビュー／ゴング格闘技）

## 単行本未収録

### 小説作品
- MITの亡霊（小説 / ｢このミステリーがすごい!｣大賞作家書き下ろしmagazine）
- 穴掘り小人（小説 / ｢小説新潮｣掲載）
- タイムス少年物語（小説 / ｢小説新潮｣掲載）
- 刑事を抱いた夜（小説 / ｢小説現代｣連載）
- 黄金のホルスタイン（小説 / ｢小説幻冬｣連載）
- 眠るソヴィエト（小説 / ｢小説KADOKAWA｣連載）

### 評論（抄）
- 女性を強く感じる瞬間（｢群像｣講談社、2012年）
- なぜ女性を描きたいのか（｢小説現代｣講談社、2012年）
- 井上靖の自伝的小説『北の海』について（｢オール讀物｣文藝春秋、2012年）
- 小説家の脳と漫画家の脳の相違（｢文學界｣文藝春秋、2013年）
- スティーヴン・スピルバーグの後世への播種（｢キネマ旬報｣、2015年）
- ケルアックの『オンザロード』についての考察（｢週刊朝日｣、2016年）
- 羊のレイプニュース（｢新潮｣新潮社、2019年）

### 書評執筆（抄）
- ボクシングと大東亜（乗松優 / 忘羊社）2016年、日本経済新聞
- 1984年のUWF（柳澤健・文藝春秋）2017年、日本経済新聞
- 春に散る（沢木耕太郎・朝日新聞出版）2017年、週刊文春
- アリ対猪木（ジョシュ・グロス・亜紀書房）2017年、日本経済新聞
- プロレスという文化（岡村正史・ミネルヴァ書房）2018年、日本経済新聞
- 真説・佐山サトル（田崎健太・集英社インターナショナル）2018年、週刊現代
- 殴り合いの文化史（樫永真佐夫・左右社）2019年、日本経済新聞に書評執筆
- 力石徹のモデルになった男 天才空手家 山崎照朝（森合正範・東京新聞）2020年、週刊新潮
- 友よ、水になれ（シャノン・リー、亜紀書房）2021年、日本経済新聞
- 評伝モハメド・アリ（ジョナサン・アイグ、岩波書店）2022年、日本経済新聞

### 文庫解説執筆（抄）
- 黄金のバンタムを破った男（百田尚樹著・PHP）2013年
- 石の虚塔、発見と捏造。考古学に憑かれた男たち（上原善広著・新潮社）2014年
- 慟哭の谷（木村盛武著・文藝春秋）2015年
- 隠蔽捜査7棲月（今野敏 / 新潮社）2020年

## メディアミックス

### 漫画化
- シャトゥーン～ヒグマの森～　単行本1-3巻（集英社、作画・奥谷通教）
- KIMURA　単行本全13巻　（双葉社、作画・原田久仁信）
- 七帝柔道記　単行本全６巻　（小学館、作画・一丸）
- 七帝柔道記外伝　単行本全１巻　（小学館、作画・一丸）

### ラジオドラマ化
- 七帝柔道記(ＮＨＫ-ＦＭ、連続ラジオドラマ化)2016年５月～
- 北海タイムス物語(ＮＨＫ-ＦＭ、連続ラジオドラマ化)2019年２月～

## メディア出演
- クローズアップ現代(ＮＨＫ教育テレビ)2016年8月
- アナザーストーリー(ＮＨＫ総合テレビ)2022年６月

## 講演等
- トークセッション増田俊也×板垣恵介×中井祐樹（リブロ池袋）2014年
- トークライブ増田俊也×中井祐樹｢格闘技と人生｣（新潮社lakagu）2016年
- 講演｢創造の技術｣（名古屋造形大学）2016年
- 講演「木村政彦はなぜ力道山を殺さなかったのか／取材秘話｣（熊本市）2017年
- 講演｢物語とは何か｣（名古屋芸術大学）2018年
- 講演｢限界を突き破る努力について｣（岐阜大学）2019年
- 大学特別講演｢求む新人作家！！｣（増田俊也×角川書店担当編集者）2020年
- 大学特別講演｢原作者と漫画家の関係｣（増田俊也×奥谷通教）2021年
- 大学特別講演｢文芸界の最前線｣（増田俊也×講談社担当編集者）2022年

## 関連人物
- 井上靖
- 小菅正夫
- 中井祐樹